# 라이프로그
라이프로그(Lifelog)는 다양한 목적을 위해 다양한 양의 세부사항으로 개인의 일상생활을 기록하는 것이다. 기록에는 인간 활동에 대한 포괄적인 데이터 세트가 포함되어 있다. 데이터는 사람들이 어떻게 생활하는지에 대한 지식을 높이는 데 사용될 수 있다. 최근 몇 년 동안 일부 라이프로그 데이터는 웨어러블 테크놀로지나 모바일 장치를 통해 자동으로 캡처되었다. 자신에 대한 라이프로그를 작성하는 사람들을 라이프로거(때로는 라이프블로거 또는 라이프글로거)라고 한다.
웨어러블 카메라로 촬영한 시각적 데이터를 처리하고 분석하는 컴퓨터 비전의 하위 분야를 에고그래피(egography)라고 한다.

## 같이 보기
- 일기
- 스마트글래스
- 착용 컴퓨터